# 鼠王

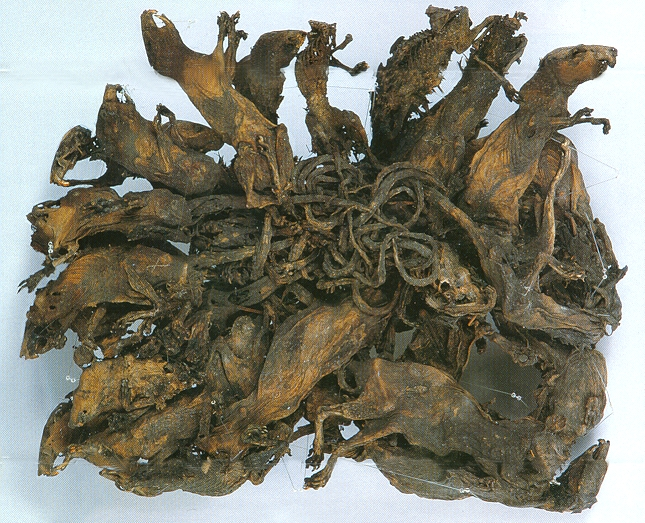
德国阿尔滕堡科学博物馆收藏的鼠王标本

鼠王（英語：Rat king）是一种多只老鼠尾巴缠绕在一起的现象，这种现象的成因可能是鲜血、脏污、冰冻、粪便亦或是简单的打结。当尾巴缠绕在一起之后，这些老鼠将共同生长。单个鼠王中的老鼠数量可以很多，但是鼠王现象很少见。这种现象常常讓人聯想到德国，因为大部分的例子都是在那里发现的。历史上曾有许多关于鼠王的迷信，而大多数的迷信都相信鼠王是一种不祥的预兆，常常与瘟疫有关。

## 名称来源

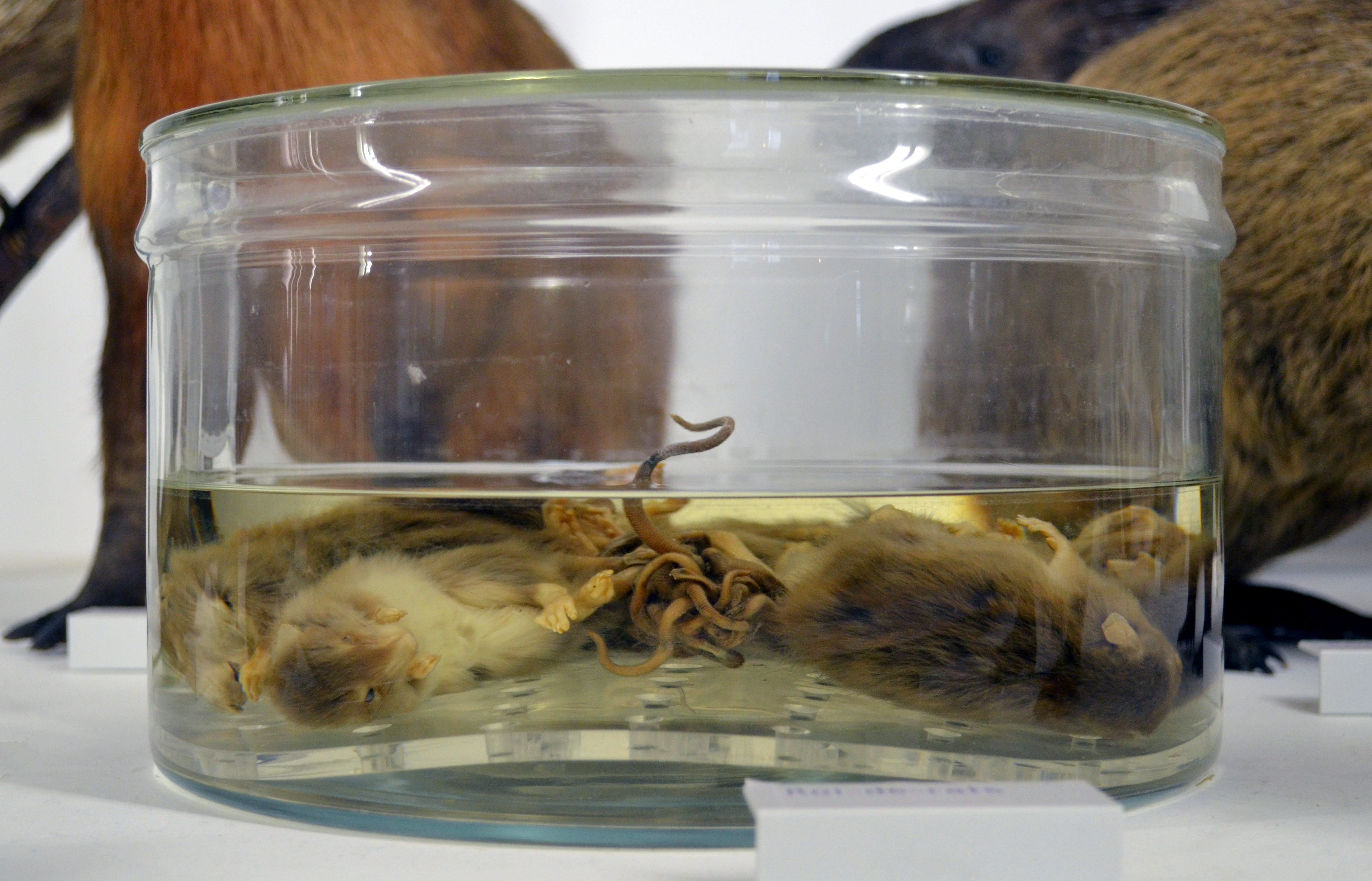
1986年在法国旺代发现的鼠王

鼠王（英語：rat king）的英语和法语名称均为德语“鼠王”（德語：Rattenkönig）一词的借译。这个单词最初不是指代老鼠，而是指依靠他人生活的人。康纳德·杰森纳在《动物志》（1551-1558）中写到：“一些人说的有些老鼠年老后由年轻的喂养：这就叫做鼠王。”马丁·路德写到：“……最终，那就是教皇，老鼠的国王，站在最高的地方。”后来，这个词指坐在由打结的尾巴做成的王座上的国王（p. 66） 。
研究中世纪的学者认为人们也许把鼠王当成了一只拥有许多身体的老鼠，而“王”则指它的大小。传说中的鼠王则是坐在尾巴王座上的王，这是由于人们在看到老鼠尝试用他们的尾巴引导他们时产生的误解。
许多研究表明法语鼠王（法語：roi des rats）是从轮鼠（法語：rouets des rats）演变过来的（p. 67）。

## 历史

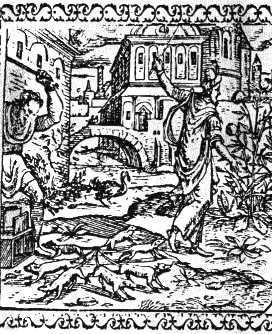
一张关于鼠王的绘画

鼠王的最早记录出现在1564年（p. 66）。当时鼠王被当作一种不祥的预兆，因为当时瘟疫大多是由老鼠造成的。
这种现象在18世纪褐鼠取代黑鼠之后有所减少，但在现代仍有目击报告。最新的一起发生在爱沙尼亚，2005年1月16日，沃鲁的一个农民发现了鼠王。
一些博物馆藏有鼠王标本。德国阿尔滕堡科学博物馆展示了最大最著名的鼠王标本，这只鼠王发现于1828年布海姆一家面粉厂火灾后的废墟中，它有32只老鼠。汉堡、哈默尔恩、哥廷根以及斯图加特等地的博物馆均藏有酒精保存标本。塔尔图大学动物学博物馆拥有一个标本。1930年在新西兰发现的鼠王在达尼丁奥塔哥博物馆展出，这只鼠王是由数只黑鼠幼鼠因马毛缠绕而形成的。相对而言鼠王的发现数目很少，按照有来源的依据，发现的数目在35-50之间。
大多数现存的标本均为黑鼠组成。唯一一例稻鼠标本出现在1918年3月23日，发现于印度尼西亚爪哇茂物，这只鼠王由10只小稻鼠组成。相似的组成发现于1929年4月的德国荷尔斯泰因，由数只小稻鼠形成。2013年6月一个“松鼠王”——由6只活松鼠组成的鼠王在加拿大萨斯喀彻温省里贾纳被发现，在兽医的帮助下被分开。
1963年一位荷兰鲁斯芬的农民P·凡·宁那特恩发现的鼠王被神秘动物学家M·实卡宁德出版，这只由7只老鼠组成的鼠王在X光检测后发现它们的尾巴表面有一层胼胝，这表明它们在尾巴缠绕在一起后已经共同生活很长时间了。

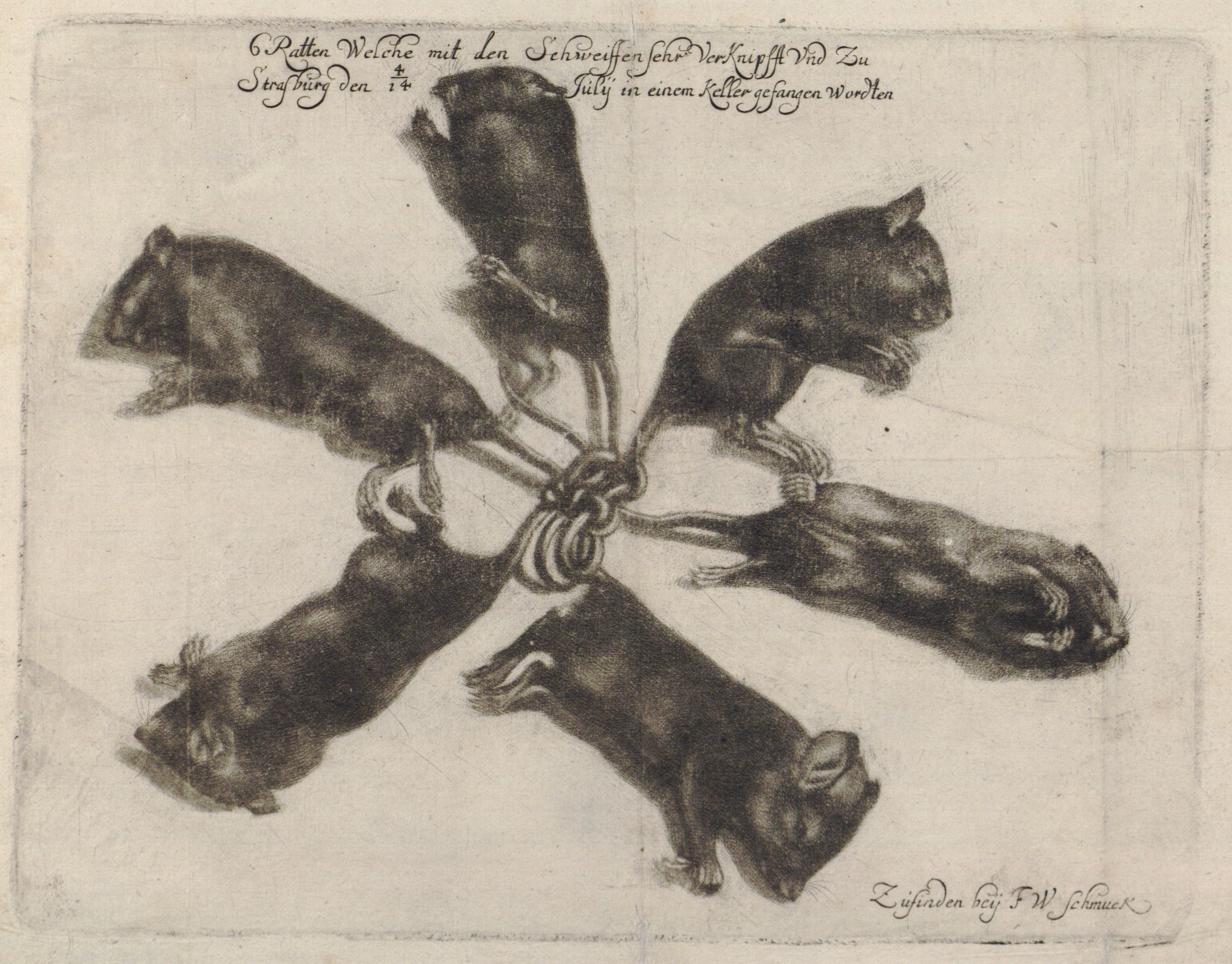
1683年一张关于鼠王的传单

### 書籍
- Hart, Martin. . Allison & Busby. 1982. ISBN 0-85031-297-3.